# Jerzy Zelnik
Jerzy Zelnik est un acteur de théâtre, de cinéma et de télévision polonais, né le 14 septembre 1945 à Cracovie.

## Biographie
Fils de Jan Zelnik (1921-2007), l'auteur de pièces de théâtre et des pièces radiophoniques, Jerzy Zelnik sort du VIe lycée Tadeusz Reytan de Varsovie, puis, fait ses études à l'Académie de théâtre Alexandre Zelwerowicz. Diplômé en 1968, il débute sur scène du Théâtre populaire Helena Modrzejewska de Cracovie dans Puzuk, czyli uporczywa niemożność koncentracji de Václav Havel où il incarne Karol Kriebl. Il collabore ensuite avec le Théâtre dramatique de Varsovie (1970–1973), le Théâtre Powszechny de Varsovie (1979–1986 et 1992), le Théâtre Scena Prezentacje de Varsovie (1981, 1998), le Théâtre studio Stanisław Ignacy Witkiewicz (1986–1992), le Théâtre musical Roma (1994) et le Théâtre d'Ochota (2002). En 2005, il est nommé directeur artistique du Nouveau théâtre de Łódź, et occupe cette fonction jusqu'en 2008. 
Sa carrière cinématographique commence sous la direction de Leonard Buczkowski dans Smarkula en 1963.

## Filmographie

### Au cinéma
- 1966 : Le Pharaon : Ramsès XIII
- 1970 : Paysage après la bataille : un commandant américain
- 1975 : La Terre de la grande promesse : Stein
- 1975 : L'Histoire du péché : Lukasz Niepolomski
- 1976 : Smuga cienia
- 1983 : Épitaphe pour Barbara Radziwill : le roi
- 1985 : Medium : Andrzej Gaszewski
- 1992 : Fausse sortie : le sénateur
- 2016 : Smolensk : un diplomate

### À la télévision
- 1978 : Ziemia obiecana : Stein

## Théâtre
1968 : Théâtre populaire Helena Modrzejewska de Cracovie - Puzuk, czyli uporczywa niemożność koncentracji de Václav Havel - Karol Kriebl

## Récompenses et distinctions
- Croix de chevalier dans l'Ordre Polonia Restituta